# Ramona Monsalvatje Teruel
Ramona Monsalvatje Teruel (Figueres, ca. 1903 - Salt, 16-març 1965) fou una pianista catalana, musa de Salvador Dalí en pintar-la al seu Retrat de Ramoneta Monsalvatje (ca. 1925).

## Vida
De la branca figuerenca de la família Montsalvatge, era filla del banquer olotí Jordi Monsalvatje Castanys, traslladat a Figueres per l'expansió de la banca familiar, i Mercè Teruel. A l'Institut de Figueres devia conèixer Anna Maria Dalí, amb qui es van fer amigues i a través de la qual potser es devien conèixer amb Salvador Dalí i, potser, també amb Federico García Lorca, en el seu viatge a Cadaqués. El cas és que, instal·lat a la Residencia de Estudiantes, Dalí no deixava de lloar la bellesa de la Ramoneta Monsalvatje, raó per la qual ell i els seus amics (Lorca, Pepín Bello, etc) van enviar-li una postal:
“Estimada Ramoneta: basta ya de circunloquios y subterfugios: todos los amigos de Salvador estamos verdaderamente enamorados de usted”. 
Fruit d'aquesta obsessió, Dalí va pintar el 1925 el Retrat de Ramoneta Monsalvatje i podria ser que una altra pintura seva de l'any següent, Maniquí de Barcelona, la tingués també de rerefons. Luis Buñuel té una prosa-narració on reapareix: Ramuneta en la playa.
Com a pianista, va formar duo amb la seva germana Matilde, violinista, amb alguns concerts al Teatre de Figueres. A més de pianista, també a destacar com a dissenyadora de models. Ella afirmava que havia treballat al gabinet del president Francesc Macià. Amb la postguerra, però, va ser detinguda i va passar uns mesos a la presó de Dones de les Corts, el 1940, on va col·laborar en l'organització de concerts. El 1944 va ingressar voluntàriament a l'Hospital Psiquiàtric de Salt i s'hi va estar fins a la seva mort, primer com a malalta i després com a treballadora. Al Psiquiàtric de Salt va prestar serveis de mecanògrafa a la direcció, tocant l'harmònium, i també com a infermera.

## Exlibris dedicats
Essent la seva família una nissaga d'ex-libristes, el seu pare li va encarregar diversos exlibris ja des de petita:
- 1905, de Joaquim Renart, amb el lema "Lo trevall tot ho pot".
- ca. 1915-1917, de Fidel Aguilar.
- 1923, de Walter Rehn.
- s. d., de Ressel.